# 加藤善孝
加藤 善孝（かとう よしたか、1984年11月23日 - ）は、日本の元プロボクサー。茨城県日立市出身。第45代OPBF東洋太平洋ライト級王者。第57代日本ライト級王者。角海老宝石ボクシングジム所属。茨城県立太田第一高等学校卒業。

## 来歴
ボクシングに幼少時から興味を持ち、足腰の鍛錬のために高校ではラグビーに打ち込む。その後上京し、プロボクサーとなる。
2004年6月23日、後楽園ホールの関泰士（船橋ドラゴン）との4回戦で、4回判定勝ちを収めた。
2004年12月18日、後楽園ホールで行われた同じジムの世界チャンピオンイーグル京和のWBC世界ミニマム級タイトル防衛戦（挑戦者イサック・ブストス）の前座に出場し、中村明洋（F・I）と4回引き分けに終わった。
2005年11月3日、この年4戦4勝2KOで後楽園ホールで行われた、東日本新人王決定戦に進出。荒川仁人（八王子中屋）に6回1-2の判定負けを喫し、初敗北を喫すると同時に新人王を逃した。 
2006年9月16日、2戦2勝で前年の新人王で唯一の黒星をつけた荒川との再戦。初の8回戦になったが8回2-0（77-76、77-77、78-76）で判定勝。
2007年10月8日、2戦2勝で日本ライト級6位の三垣龍次(M.T)との試合。この試合は、6月に一度決定していたが、三垣の右拳骨折の手術で延期されていた。8回0-3(77-75、2者が77-76)の判定負けを喫した。
2008年4月20日、初の後楽園ホール以外での試合となる地元日立市民運動公園中央体育館で、入江一幸（花形）と対戦し、8回判定勝ちを収めた。
2008年6月2日、メインイベントで、前年のB級トーナメント優勝者篠崎生思郎（ヨネクラ）を6回TKO勝ちを収めた。
2009年12月19日、日本ライト級王者近藤明広（日東）に日本同級1位として挑戦。3回にダウンを奪われるも、その後猛追。10回1-2判定負けを喫し王座獲得に失敗した。
2010年4月12日、日本ライト級9位の大村光矢（三迫）と再起戦。初回にダウンを奪いリードを奪うも、3回に大村の打撃により左眼窩底骨折で初のTKO負けを喫した。同年4月15日に、肋軟骨を移植する5時間半の再建手術を受けた・。
2010年10月16日、骨折からの復帰戦で佐藤豊（ヨネクラ）を8回判定勝ちを収めた。
2011年7月20日、メインイベントに日本ライト級5位として、同級7位の丸山伸雄（八王子中屋）と対戦。
3月に当初予定していた試合は、東日本大震災により5月に延期となり、5月に予定していた試合では対戦相手の田川智久（KG大和）が肺の疾患と2度試合が流れ、間が空いてしまったが、3-0判定勝ちを収め2位にランキングを上げる。
2011年10月4日、荒川が返上し空位の日本ライト級王座決定戦で同級1位として、同2位の稲垣孝（フラッシュ赤羽） と争う。12回3-0(96－95、97-94、98-93)の判定で悲願の王座獲得に成功した。
同日はダブルタイトルマッチとしてOPBF東洋太平洋ライト級王座決定戦も行われ、荒川がこれを獲得した。
2012年3月6日、元日本ライト級王者で同級1位の近藤明広（日東）と対戦し、10回2-1（97-94、96-95、94-97）の判定勝ちを収め初防衛に成功した。
2012年7月25日、日本ライト級10位の小池浩太と対戦し、初回1分31秒TKO勝ちを収め2度目の防衛に成功した。
2012年11月9日、日本ライト級1位の川瀬昭二（松田）と対戦し、5回2分53秒TKO勝ちを収め3度目の防衛に成功した。
2013年2月25日、日本ライト級1位の鈴木悠平（真正）と対戦し、10回3-0（2者が97-94、96-94）の判定勝ちを収め4度目の防衛に成功した。
2013年5月4日、後楽園ホールで荒川仁人の王座返上に伴い空位のOPBF東洋太平洋ライト級王座決定戦でWBC世界ライト級14位の佐々木基樹と対戦し、12回3-0（116-111、2者が116-110）の判定勝ちを収め日本王座は5度目の防衛、OPBF王座獲得に成功した。
2013年10月5日、後楽園ホールでOPBF東洋太平洋ライト級1位のレイ・ラバオ（フィリピン）と対戦し、12回3-0（117-111、116-112、115-113）の判定勝ちを収め初防衛に成功した。
2014年1月11日、後楽園ホールにて、OPBF東洋太平洋ライト級6位の中谷正義（井岡）と対戦し、12回0-2（2者が112-116、114-114）の判定負けを喫し2度目の防衛に失敗し、王座から陥落した。
2014年4月30日、後楽園ホールで日本ライト級1位の鈴木悠平（真正）と1年2ヵ月ぶりに再戦し、7回53秒TKO勝ちを収め日本王座の6度目の防衛に成功すると共に再起に成功した。 
2014年7月23日、後楽園ホールで日本ライト級7位の斉藤司（三谷大和）と対戦し、8回1分13秒TKO勝ちを収め日本王座の7度目の防衛に成功した。 またこの試合で、東日本ボクシング協会月間賞選考委員会が選出する月間賞の2014年7月度の月間最優秀選手賞に選ばれた。
2014年12月6日、後楽園ホールで荒川仁人と8年ぶりに再戦し、10回3-0（97-94、97-94、96-95）の判定勝ちを収めた。またこの試合で、東日本ボクシング協会月間賞選考委員会が選出する月間賞の2014年12月度の月間最優秀選手賞に選ばれた。
2015年1月7日、世界挑戦の準備に専念する為、日本ライト級王座を返上した。
2015年10月12日、後楽園ホールで原田門戸とライト級8回戦を行い、0-3（3者共75-76）の判定負けを喫した。
2016年2月5日、ジャカルタのバライ・サルビニ・コンベンション・ホールでWBOアジア太平洋ライト級王者のダウド・ヨルダンと対戦し、9回0-3（84-87、84-88、83-88）の負傷判定負けを喫し王座獲得に失敗した。
2016年6月20日、後楽園ホールでWBA世界ライト級10位のブランドン・オギルビエとライト級10回戦を行い、1-0（96-95、2者が95-95）の判定で引き分けた。
2016年12月6日、後楽園ホールで行われた「角海老ボクシング」でレオナルド・ドロニオとライト級10回戦を行い、10回2-1（97-94、96-94、95-96）の判定勝ちを収めた。
2017年4月13日、後楽園ホールで行われた「ダイヤモンドグローブ」で吉野修一郎とライト級8回戦を行い、8回0-3（75-77、75-78、72-80）の判定負けを喫した。
2017年11月4日、後楽園ホールで行われた「ダイナミックグローブ」で引退式を行い、加藤が家族と共にリングインし「高卒でボクシングを始めて、遅いスタートだったが、ここまでこれたのは会長をはじめ応援してくれたみなさんのおかげ。本当にありがとうございました」とファンに挨拶すると惜別の10ゴングが鳴らされ、現役を引退した。

## 獲得タイトル
- 第57代日本ライト級王座（防衛7=返上）
- 第45代OPBF東洋太平洋ライト級王座（防衛1）

## 受賞歴
- 東日本ボクシング協会 2013年10月度 月間MVP
- 東日本ボクシング協会 2014年7月度 月間MVP
- 東日本ボクシング協会 2014年12月度 月間MVP

- 東日本ボクシング協会 2009年1月度 月間敢闘賞
- 東日本ボクシング協会 2012年7月度 月間敢闘賞
- 東日本ボクシング協会 2013年5月度 月間敢闘賞
- 東日本ボクシング協会 2008年1月度 月間新鋭賞